# Marcilly (Manche)
Pour les articles homonymes, voir Marcilly.
Marcilly est une commune française, située dans le département de la Manche en région Normandie, peuplée de 353 habitants.

## Géographie
| Saint-Ovin, Saint-Quentin-sur-le-Homme | Saint-Ovin, Le Mesnil-Ozenne                 | Le Mesnil-Ozenne                                                 |
| Saint-Quentin-sur-le-Homme             | Marcilly                                     | Isigny-le-Buat (commune associée de Montgothier)                 |
| Saint-Quentin-sur-le-Homme             | Saint-Quentin-sur-le-Homme, Ducey-Les Chéris | Isigny-le-Buat (communes associées de Montgothier et Chalandrey) |

### Hydrographie
La commune est située dans le bassin Seine-Normandie. Elle est drainée par l'Oir, le ruisseau du Moulin du Bois, le ruisseau du Pont-Levesque, le fossé 01 de la Maquellerie, le ruisseau de la Hantonniere et divers autres petits cours d'eau,.
L'Oir, d'une longueur de 21 km, prend sa source dans la commune de Reffuveille et se jette  dans la Sélune en limite de Ducey-Les Chéris et de Saint-Quentin-sur-le-Homme, face à la commune de Poilley, après avoir traversé six communes. 

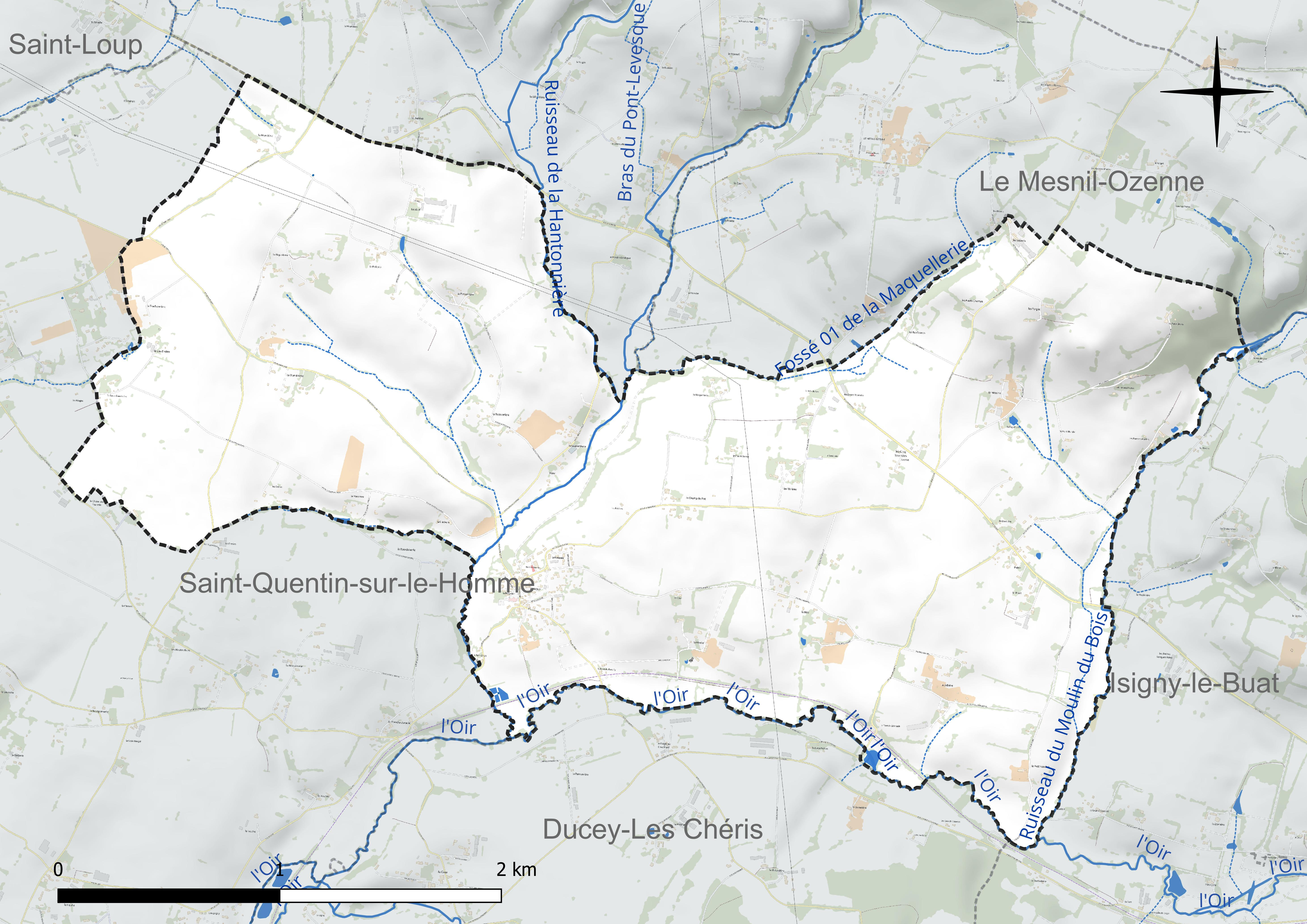
Réseau hydrographique de Marcilly.

### Climat
Pour des articles plus généraux, voir Climat de la Normandie et Climat de la Manche.
En 2010, le climat de la commune est de type climat océanique franc, selon une étude du CNRS s'appuyant sur une série de données couvrant la période 1971-2000. En 2020, Météo-France publie une typologie des climats de la France métropolitaine dans laquelle la commune est exposée à un climat océanique et est dans la région climatique  Bretagne orientale et méridionale, Pays nantais, Vendée, caractérisée par une faible pluviométrie en été et une bonne insolation.
Pour la période 1971-2000, la température annuelle moyenne est de 10,9 °C, avec une amplitude thermique annuelle de 12,3 °C. Le cumul annuel moyen de précipitations est de 900 mm, avec 13,6 jours de précipitations en janvier et 8,7 jours en juillet. Pour la période 1991-2020, la température moyenne annuelle observée sur la station météorologique la plus proche, située sur la commune de Saint-Hilaire-du-Harcouët à 14 km à vol d'oiseau, est de 11,5 °C et le cumul annuel moyen de précipitations est de 929,5 mm,. Pour l'avenir, les paramètres climatiques de la commune estimés pour 2050 selon différents scénarios d’émission de gaz à effet de serre sont consultables sur un site dédié publié par Météo-France en novembre 2022.

## Urbanisme

### Typologie
Au 1er janvier 2024, Marcilly est catégorisée commune rurale à habitat très dispersé, selon la nouvelle grille communale de densité à sept niveaux définie par l'Insee en 2022.
Elle est située hors unité urbaine. Par ailleurs la commune fait partie de l'aire d'attraction d'Avranches, dont elle est une commune de la couronne,. Cette aire, qui regroupe 32 communes, est catégorisée dans les aires de moins de 50 000 habitants,.

### Occupation des sols
L'occupation des sols de la commune, telle qu'elle ressort de la base de données européenne d’occupation biophysique des sols Corine Land Cover (CLC), est marquée par l'importance des territoires agricoles (99 % en 2018), une proportion identique à celle de 1990 (99 %). La répartition détaillée en 2018 est la suivante : terres arables (45,6 %), prairies (31,7 %), zones agricoles hétérogènes (21,7 %), forêts (1 %). L'évolution de l’occupation des sols de la commune et de ses infrastructures peut être observée sur les différentes représentations cartographiques du territoire : la carte de Cassini (XVIIIe siècle), la carte d'état-major (1820-1866) et les cartes ou photos aériennes de l'IGN pour la période actuelle (1950 à aujourd'hui).

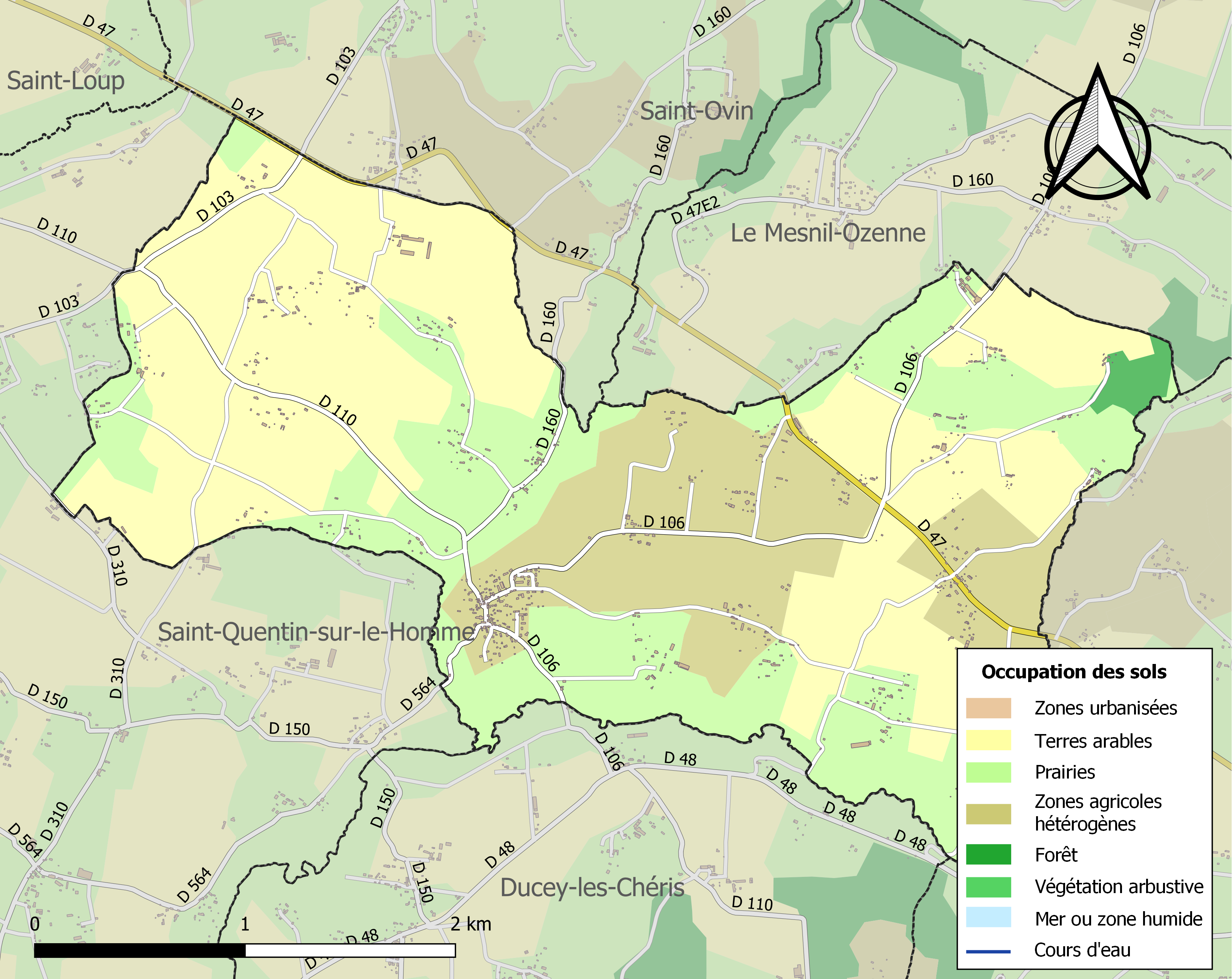
Carte des infrastructures et de l'occupation des sols de la commune en 2018 (CLC).

## Toponymie
Le nom de la localité est attesté sous les formes Marcilleia en 1144, de Marcelleio au XIIe siècle, de Marcilleio vers 1125, apud Marcille au XIIIe siècle, Marcilley en 1488.
Le gentilé est Marcillais.

## Histoire
Un Raoul de Marcilly ou de Marcey (Radulfus de Marci) était en 1066 aux côtés de Guillaume le Conquérant à la conquête de l'Angleterre. Il reçut des domaines dans le Suffolk et l'Essex. En 1434, on trouve François, seigneur de Marcilly ou Marcillyé, parmi les cent-dix-neuf chevaliers commandés par Louis d'Estouteville au siège du Mont-Saint-Michel.

## Politique et administration
| Période                                  | Période      | Identité       | Étiquette | Qualité                                |
| ---------------------------------------- | ------------ | -------------- | --------- | -------------------------------------- |
| 1989                                     | mars 2001    | Georges Léon   |           | Agriculteur retraité                   |
| mars 2001                                | 2008         | Gilbert Esnouf |           | Responsable après-vente électroménager |
| 2008                                     | juillet 2020 | Gérard Trochon | SE        | Responsable technique                  |
| juillet 2020                             | En cours     | Bruno Léon     | SE        | Agriculteur                            |
| Les données manquantes sont à compléter. |              |                |           |                                        |

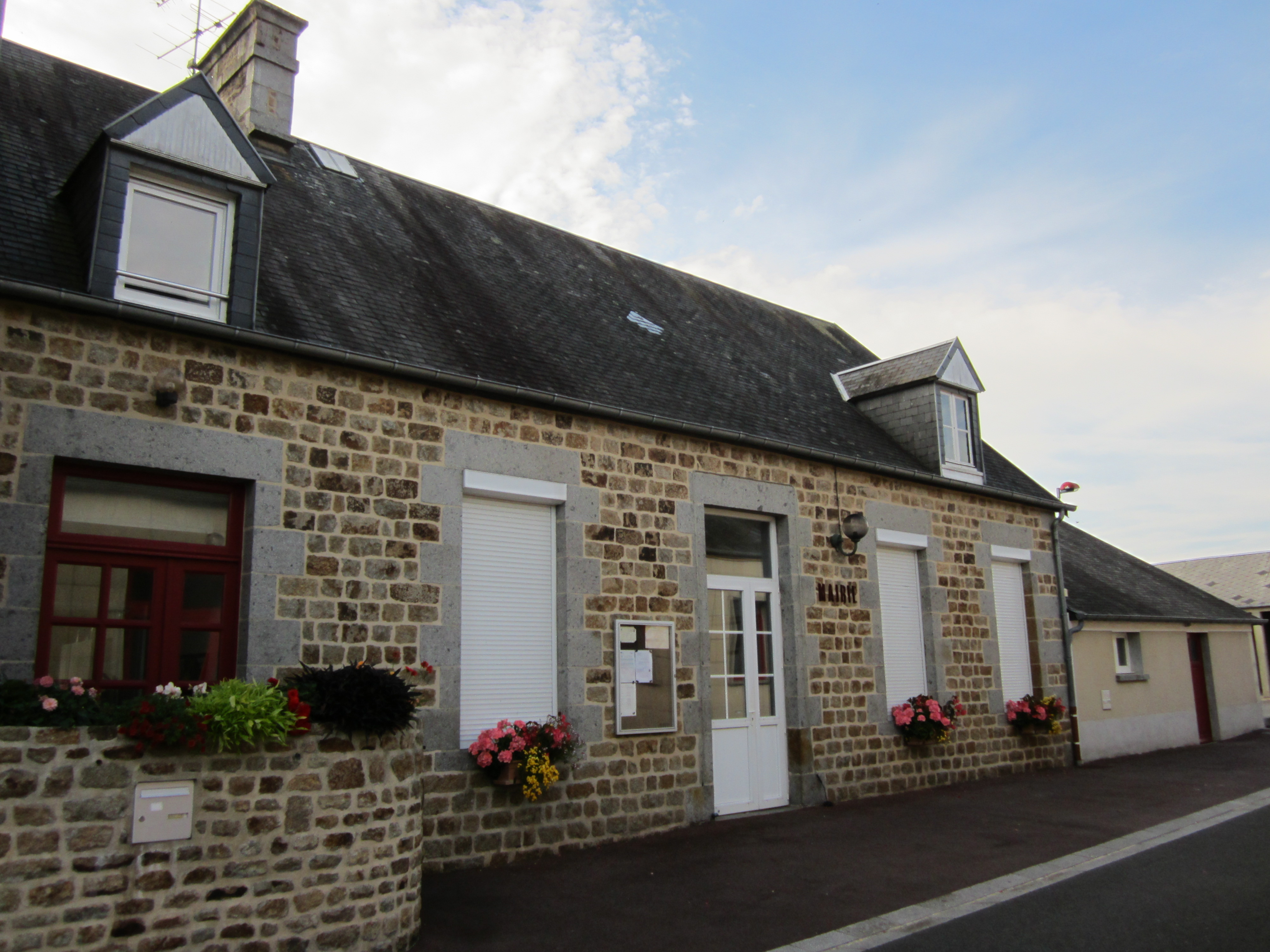
Mairie.

Le conseil municipal est composé de onze membres dont le maire et deux adjoints.

## Démographie
L'évolution du nombre d'habitants est connue à travers les recensements de la population effectués dans la commune depuis 1793. Pour les communes de moins de 10 000 habitants, une enquête de recensement portant sur toute la population est réalisée tous les cinq ans, les populations de référence des années intermédiaires étant quant à elles estimées par interpolation ou extrapolation. Pour la commune, le premier recensement exhaustif entrant dans le cadre du nouveau dispositif a été réalisé en 2006.
En 2022, la commune comptait 353 habitants, en évolution de +6,33 % par rapport à 2016 (Manche : −0,31 %, France hors Mayotte : +2,11 %).
Marcilly a compté jusqu'à 1 025 habitants en 1851.
| 1793 | 1800 | 1806 | 1821 | 1831 | 1836 | 1841 | 1846 | 1851  |
| ---- | ---- | ---- | ---- | ---- | ---- | ---- | ---- | ----- |
| 845  | 748  | 893  | 944  | 989  | 978  | 981  | 980  | 1 025 |

| 1856  | 1861 | 1866 | 1872 | 1876 | 1881 | 1886 | 1891 | 1896 |
| ----- | ---- | ---- | ---- | ---- | ---- | ---- | ---- | ---- |
| 1 015 | 978  | 904  | 851  | 818  | 810  | 835  | 765  | 730  |

| 1901 | 1906 | 1911 | 1921 | 1926 | 1931 | 1936 | 1946 | 1954 |
| ---- | ---- | ---- | ---- | ---- | ---- | ---- | ---- | ---- |
| 752  | 663  | 667  | 547  | 560  | 579  | 571  | 546  | 550  |

| 1962 | 1968 | 1975 | 1982 | 1990 | 1999 | 2006 | 2011 | 2016 |
| ---- | ---- | ---- | ---- | ---- | ---- | ---- | ---- | ---- |
| 529  | 526  | 435  | 424  | 336  | 332  | 363  | 369  | 332  |

| 2021 | 2022 | - | - | - | - | - | - | - |
| ---- | ---- | - | - | - | - | - | - | - |
| 343  | 353  | - | - | - | - | - | - | - |

## Lieux et monuments

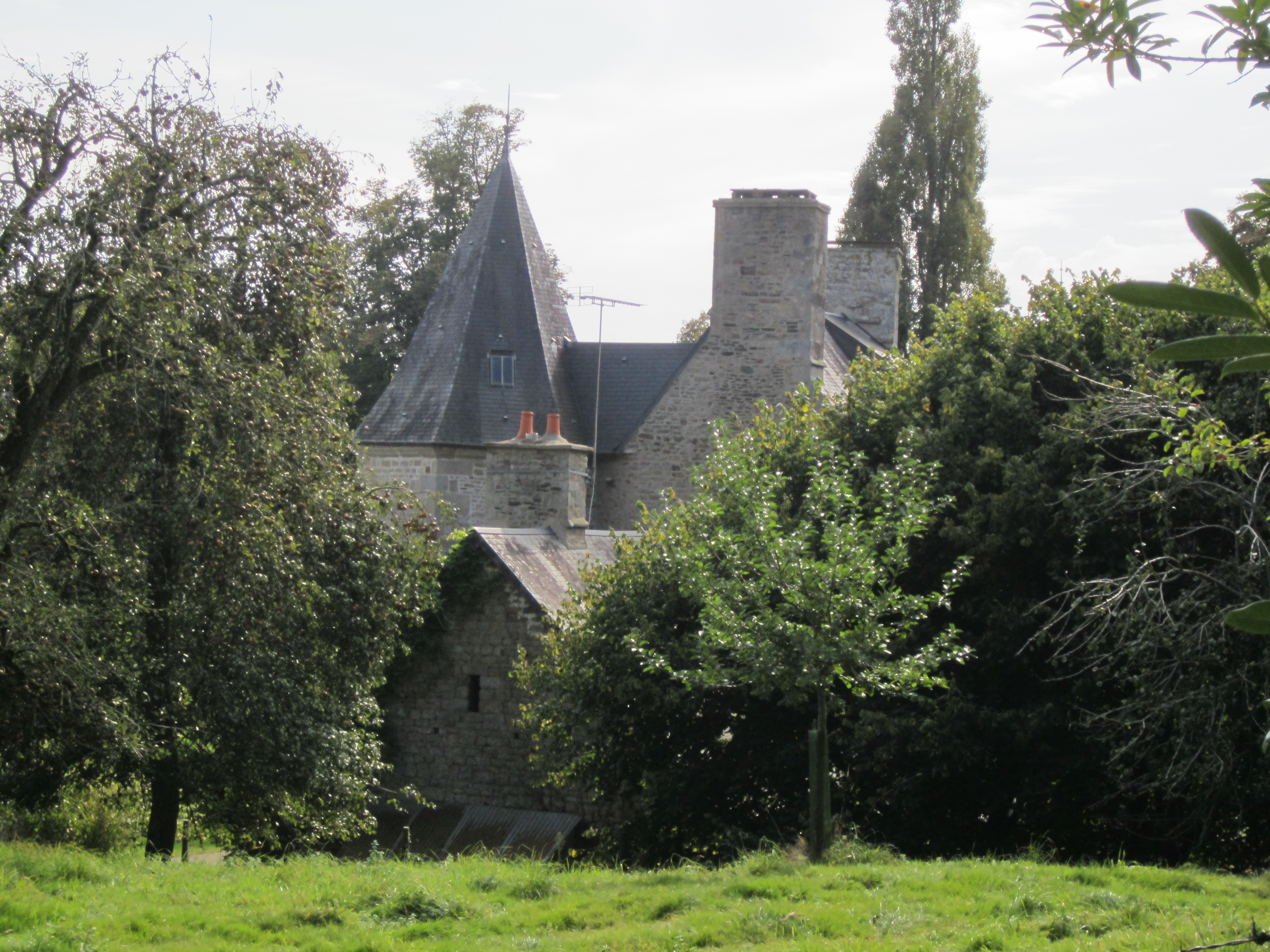
Manoir de la Cour.

- Église Saint-Martin (XVIIIe et XIXe siècles) avec flèche en pierre. Elle abrite une statue de saint Denis du XVe siècle, et deux bas-reliefs du XIVe siècle : L'Ensevelissement et la Résurrection du Christ classés au titre objet aux monuments historiques[28],[29], un maître-autel (XVIIe), un lutrin (XVIIIe), une verrière (XXe) signée Hutin, verrier à Reims et Mazuet fils à Bayeux[21]
- Ancien presbytère.
- Manoir de la Cour (XVIe siècle) inscrit aux monuments historiques[30]. L'ancienne tour ronde remonte au XIIIe – XIVe siècles. Une tour coupée contient un escalier en colimaçon.
- Maison datée 1803 et an XII, ancienne maréchalerie.

## Personnalités liées à la commune
- André Trochon (Marcilly v. 1635 - 1679), comédien.
- Gilbert Fautrel (Marcilly 5 octobre 1730 - 3 septembre 1792), prêtre réfractaire à Paris, révoqué le 13 avril 1791 et arrêté le 13 août au couvent de Saint-Firmin, il est massacré le 3 septembre. Il est béatifié le 17 octobre 1926[21]. Une plaque commémorative figure sur sa maison natale[31].